# Miroslav Číž
Miroslav Číž (ur. 11 lutego 1954 w Bratysławie, zm. 29 grudnia 2022) – słowacki polityk i prawnik, poseł do Rady Narodowej, poseł do Parlamentu Europejskiego IX kadencji.

## Życiorys
W 1978 ukończył studia prawnicze na Uniwersytecie Komeńskiego w Bratysławie. W latach 1979–1981 pracował jako urzędnik, następnie do 1989 był wykładowcą w jednym z instytutów. Od 1989 do 1990 pełnił funkcję doradcy przewodniczącego parlamentu Słowackiej Republiki Socjalistycznej. W latach 1990–2002 był sekretarzem jednego z komitetów w Radzie Narodowej.
Zaangażował się w działalność polityczną w ramach partii SMER. Z jej ramienia w 2002, 2006, 2010, 2012 i 2016 był wybierany na posła do Rady Narodowej. Powoływany na wiceprzewodniczącego słowackiego parlamentu i na przewodniczącego frakcji deputowanych swojego ugrupowania. W 2019 uzyskał natomiast mandat deputowanego do Parlamentu Europejskiego IX kadencji, w trakcie której zmarł.